# Heute Nacht
Heute Nacht (укр. «Сьогодні ввечері») — міні-альбом гурту Lacrimosa, виданий в 2013 році на лейблі Hall Of Sermon. 

## Список композицій
| #  | Назва                                        | Автор      | Тривалість |
| -- | -------------------------------------------- | ---------- | ---------- |
| 1. | «Heute Nacht»                                | Тіло Вольф | 7:39       |
| 2. | «Morning Glory» (2013)                       | Тіло Вольф | 5:33       |
| 3. | «Morning Glory» (2012)                       | Тіло Вольф | 4:57       |
| 4. | «Irgendein Arsch Ist Immer Unterwegs» (Live) | Тіло Вольф | 5:57       |

## Учасники запису
- Hendrik Flyman — гітара (трек 2, 3);
- JP Genkel — гітара (трек 4);
- Yenz Leonhardt — бас-гітара (трек 4);
- Arturo Garcia — ударні (трек 1, 2);
- Julien Schmidt — ударні (трек 4);
- Manne Uhlig — ударні (трек 3);
- Daniel Murrer — гобой (трек 1, 2, 3), саксофон (трек 2, 3);
- Анне Нурмі — синтезатор, вокал;
- Тіло Вольф — вокал, фортепіано (трек 1), гітара (трек 1), бас-гітара (трек 1, 2, 3), флюгельгорн (трек 2, 3).